# Physopyxis lyra
Physopyxis lyra es una especie de peces de la familia Doradidae en el orden de los Siluriformes.

## Morfología
• Los machos pueden llegar alcanzar los 3,5 cm de longitud total.

## Hábitat
Es un pez de agua dulce y de clima tropical (23 °C-26 °C).

## Distribución geográfica
Se encuentra a Sudamérica:  cuencas de los ríos  Amazonas y  Esequibo.